# Foco Leigh

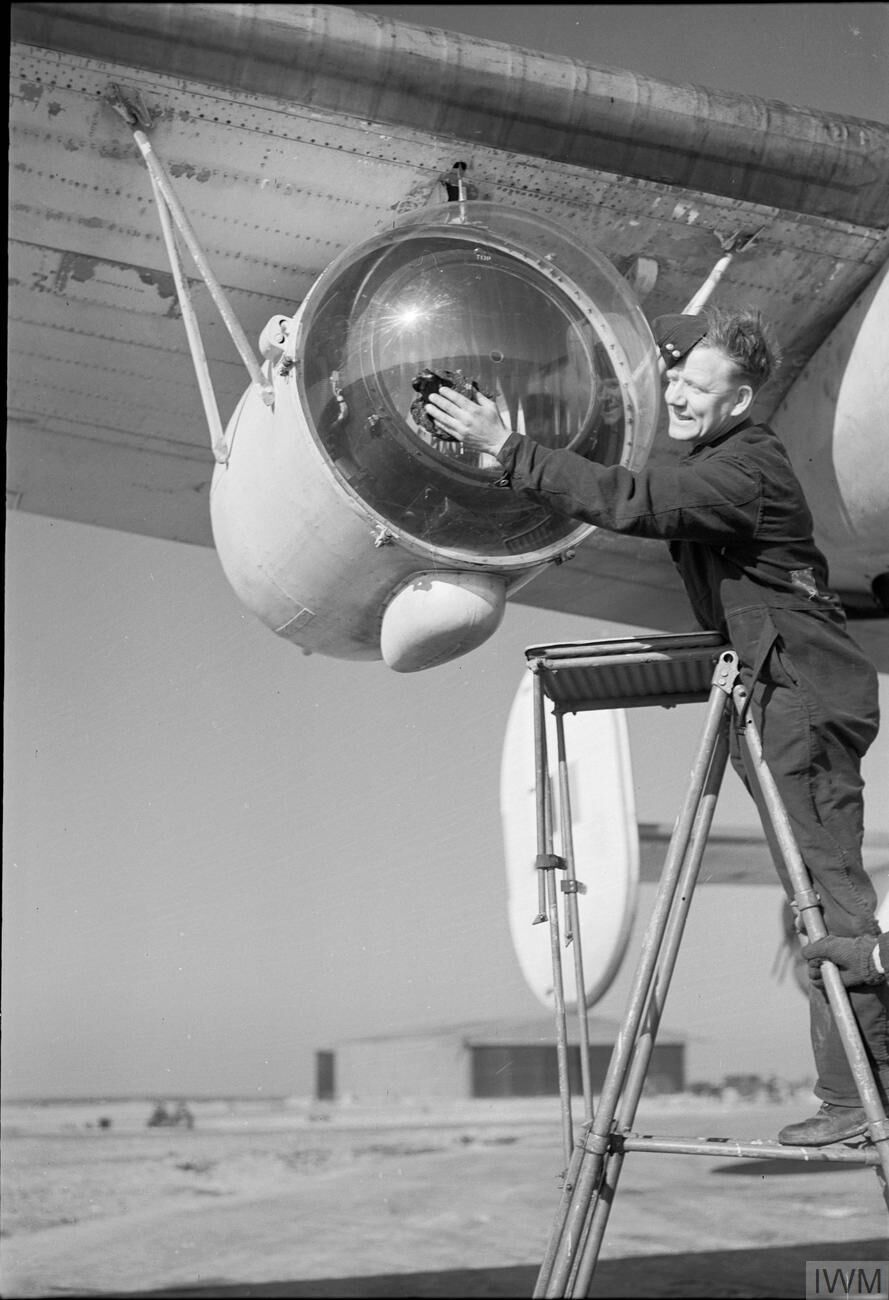
Un foco Leigh colocado bajo el ala de un avión Consolidated Liberator del Mando Costero de la Royal Air Force (febrero de 1944).

El foco Leigh fue un foco británico de gran potencia colocado bajo las alas de los aviones del Mando Costero de la Royal Air Force para localizar submarinos alemanes por la noche durante la batalla del Atlántico de la Segunda Guerra Mundial. Fue clave junto con otras innovaciones aplicadas a la guerra antisubmarina, como el sistema HF-DF, el magnetrón o el torpedo autodirigido aerotransportado, para la detección, ataque y destrucción de los U-boat. Debe su nombre a su inventor e impulsor el piloto británico de la Gran Guerra Humphrey de Verd Leigh (1897-1980).

## Historia

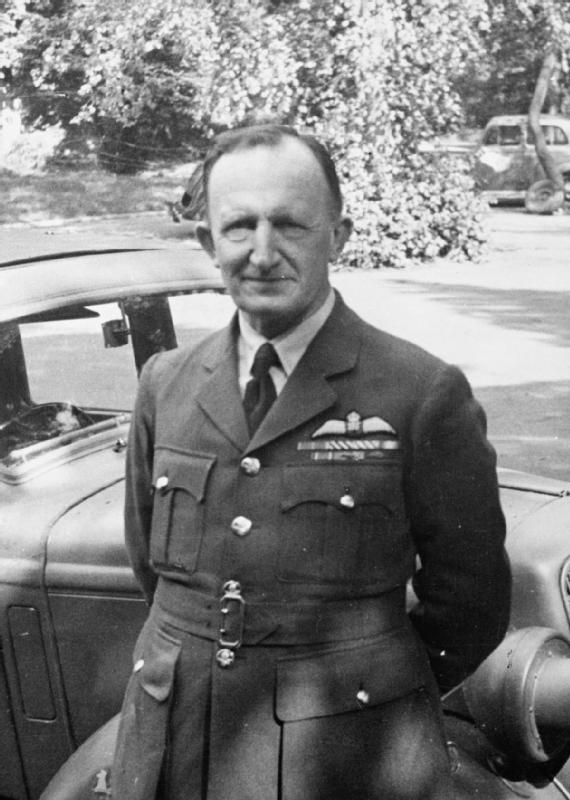
Humphrey de Verd Leigh, inventor y promotor de los focos que llevan su nombre.

Las fuerzas aliadas aplicaron una serie de mejoras para poder localizar y hundir los U-boat alemanes que atacaban los convoyes que atravesaban el océano Atlántico con todo tipo de suministros para Gran Bretaña y que finalmente les hicieron ganar la que sería conocida con la batalla del Atlántico. Una de esas mejoras fueron los focos Leigh, unos potentes reflectores colocados bajo las alas de los bombarderos Wellington, Catalina y Sunderland que les permitía localizar a los submarinos cuando salían a la superficie por la noche para recargar sus baterías.
Los focos Leigh deben su nombre al expiloto británico de la Gran Guerra Humphrey de Verd Leigh quien tuvo la idea de dotar a los aviones de patrulla de focos potentes para localizar a los submarinos enemigos por la noche. El primer prototipo lo inventó, probó y pagó él mismo (resolviendo los problemas técnicos que fueron surgiendo durante los vuelos de ensayo) y le costó mucho que el Ministerio del Aire británico apoyara el proyecto, lo que retrasó su aplicación práctica durante casi un año, ya que hasta 1943 no comenzaron a ser instalados en los aviones dedicados a la caza antisubmarina en el Atlántico —especialmente en el golfo de Vizcaya, cuando los U-boat regresaban a sus bases de la costa oeste de Francia—.

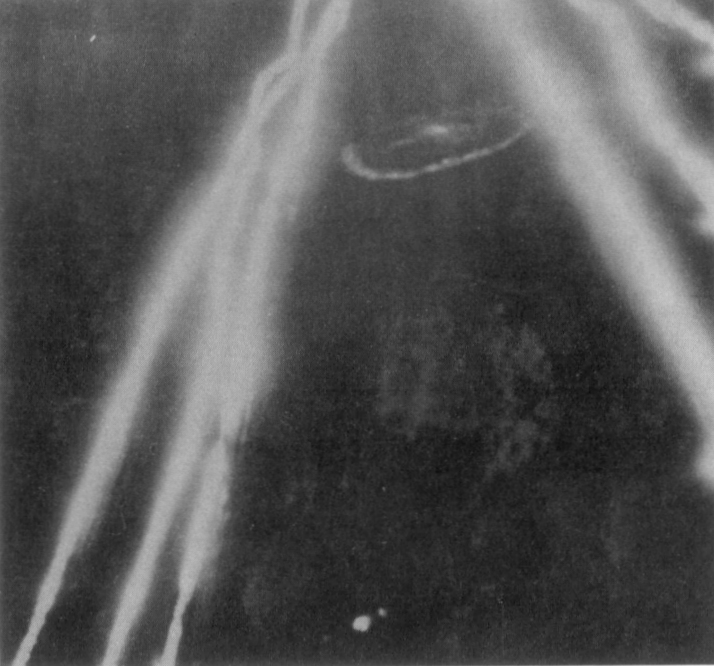
Fotografía de un U-boat localizado con los focos Leigh.

Los focos Leigh, junto con otras innovaciones para la guerra antisubmarina (como el programa de descifrado Ultra, el Erizo, el torpedo autodirigido, la carga de profundidad, el magnetrón, los portaviones de escolta o los aviones de largo alcance), tuvieron una enorme trascendencia en la victoria aliada en la batalla del Atlántico.